# 比利亚山 (肯塔基州)
比利亚山（英語：Villa Hills），是美国肯塔基州的一座城市。建立于1921年，面积约为11.4平方公里（4.4平方英里）。根据2010年美国人口普查，该市的人口为7,489人。